# New York Tribune

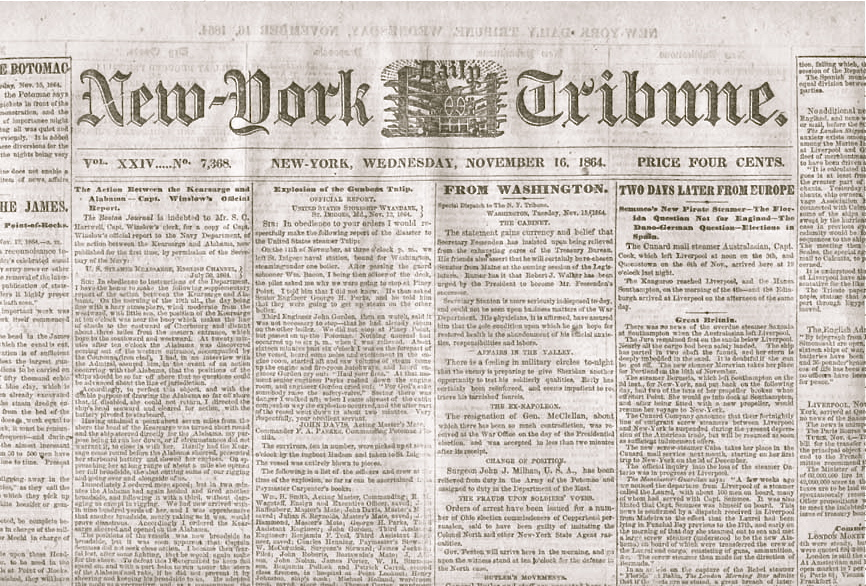
Portada del New York Tribune de 1864.

El New-York Tribune fue un periódico de Nueva York fundado en 1841 por Horace Greeley. Es considerado uno de los primeros diarios de los Estados Unidos.[cita requerida]
Tras la muerte de Greeley, en 1872, la propiedad del periódico pasó a manos de Whitelaw Reid. Bajo la tutela de su hijo, Ogden Mills Reid, el periódico se fusiona con su gran rival, el New York Herald naciendo así el New York Herald Tribune, que siguió siendo dirigido por Ogden Mills Reid hasta su muerte, en 1947.